# Władysław Szuszkiewicz
Władysław Szuszkiewicz (* 12. November 1938 in Vilnius, Litauen; † 14. November 2007 in Stettin) war ein polnischer Kanute.

## Erfolge
Władysław Szuszkiewicz nahm an drei Olympischen Spielen teil. Bei seinem Olympiadebüt 1964 in Tokio ging er mit dem Einer-Kajak auf der 1000-Meter-Strecke an den Start. Er gewann zwar zunächst seinen Vorlauf, verpasste dann aber als Vierter seines Halbfinals den Einzug in den Endlauf. Erfolgreicher verliefen für ihn die Spiele 1968 in Mexiko-Stadt. Auch dort vertrat er Polen wieder im Wettbewerb mit dem Einer-Kajak über 1000 Meter, qualifizierte sich dieses Mal aber erfolgreich für das Finale. Wieder gewann er seinen Vorlauf und diesmal auch sein Halbfinale. Im Endlauf musste er sich dann nach 4:06,36 Minuten im Kampf um die Bronzemedaille knapp Erik Hansen aus Dänemark geschlagen geben und kam als Vierter ins Ziel.
Bei den Olympischen Spielen 1972 in München startete er mit Rafał Piszcz im Zweier-Kajak über die 1000-Meter-Distanz. In den Vor- und Halbfinalläufen belegten sie jeweils den zweiten Platz und sicherten sich damit den Einzug in den Endlauf. Im Rennen um die Medaillen überquerten sie schließlich nach 3:33,63 Minuten als drittes Boot die Ziellinie, hinter den siegreichen Mikalaj Harbatschou und Wiktor Kratassiuki aus der Sowjetunion sowie den Ungarn József Deme und János Rátkai, sodass sie die Bronzemedaille gewannen.
In seiner Karriere startete Szuszkiewicz bei zehn Weltmeisterschaften und elf Europameisterschaften, außerdem gewann er insgesamt 33 Landesmeisterschaften in unterschiedlichen Klassen. Er wurde für seine Erfolge mit dem bronzenen Verdienstkreuz der Republik Polen ausgezeichnet und war mit der Kanutin Izabella Antonowicz-Szuszkiewicz verheiratet, die wie er 1964, 1968 und 1972 Olympionikin war.